# Eunereis marri
Eunereis marri är en ringmaskart som först beskrevs av Monro 1939.  Eunereis marri ingår i släktet Eunereis och familjen Nereididae. Inga underarter finns listade i Catalogue of Life.